# Kohtla
Kohtla era un comune rurale dell'Estonia nord-orientale, nella contea di Ida-Virumaa. Il centro amministrativo del comune era la località (in estone küla) di Järve.
Nel 2017 il comune è stato inglobato nel comune di Toila.

## Località
Oltre al capoluogo, il comune comprende altre 16 località:
Amula, Järve, Kaasikaia, Kaasikvälja, Kabelimetsa, Kohtla, Kukruse, Mõisamaa, Ontika, Paate, Peeri, Roodu, Saka, Servaääre, Täkumetsa, Valaste, Vitsiku.